# Gravity the Seducer
| Совокупная оценка | Совокупная оценка |
| Источник          | Оценка            |
| ----------------- | ----------------- |
| Metacritic        | 68/100            |
| Оценки критиков   |                   |
| Источник          | Оценка            |
| Allmusic          | [ 4 ]             |
| The A.V. Club     | B−                |
| Clash             | 9/10              |
| Drowned in Sound  | 5/10              |
| The Guardian      | [ 6 ]             |
| The Independent   | positive          |
| NME               | 7/10              |
| Pitchfork Media   | 6/10              |
| Slant Magazine    | [ 10 ]            |
| Spin              | 6/10              |

Gravity The Seducer — пятый студийный альбом английской электроклэшевой группы Ladytron, выпущен в 2011 году на лейбле Nettwerk.

## Об альбоме
Gravity The Seducer записан в Кенте в Англии.

Этот альбом не такой как другие. Он тёплый, насыщенный, полный струн, органов и колоколов. Он не для каждого, так не бывает, но мы достаточно счастливы тем, какой он есть : говорит об альбоме Хелен Марни.
Оригинальный текст (англ.)It isn't like our other albums. It sounds warm, lush, full of strings, organs and bells. It won't please everyone, you never can, but we're all pretty happy with it."

Альбом широко освещался в прессе и в целом получил позитивные оценки.

## Список композиций
Слова и музыка всех песен — Ladytron.
| №                   | Название            | Длительность |
| ------------------- | ------------------- | ------------ |
| 1.                  | «White Elephant»    | 4:15         |
| 2.                  | «Mirage»            | 4:21         |
| 3.                  | «White Gold»        | 5:00         |
| 4.                  | «Ace of Hz»         | 3:36         |
| 5.                  | «Ritual»            | 4:17         |
| 6.                  | «Moon Palace»       | 3:26         |
| 7.                  | «Altitude Blues»    | 3:19         |
| 8.                  | «Ambulances»        | 3:16         |
| 9.                  | «Melting Ice»       | 4:48         |
| 10.                 | «Transparent Days»  | 4:01         |
| 11.                 | «Ninety Degrees»    | 4:34         |
| 12.                 | «Aces High»         | 2:54         |
| Общая длительность: | Общая длительность: | 47:47        |

## Участники записи
- Хелен Марни
- Даниель Хант
- Мира Аройо
- Рубен Ву

## Чарты
| Чарты (2011)                     | Пиковая позиция |
| -------------------------------- | --------------- |
| Belgian Heatseekers Albums Chart | 4               |
| Canadian Albums Chart            | 90              |
| Finnish Albums Chart             | 50              |
| UK Albums Chart                  | 72              |
| US Billboard 200                 | 112             |
| US Dance/Electronic Albums       | 6               |
| US Heatseekers Albums            | 2               |
| US Independent Albums            | 27              |